# Núcleo histórico tradicional de Forcall
El núcleo histórico tradicional de Forcall, es un conjunto de monumentos que conforman el casco más antiguo de la localidad de Forcall, en la comarca de Los Puertos de Morella, provincia de Castellón. Está catalogado como Bien de Relevancia Local según la Dirección General de Patrimonio Artístico de la Generalidad Valenciana, con el código: 12.01.061-004.

## Descripción
EL núcleo histórico  tradicional de Forcall, según queda indicado en el PGOU del Ayuntamiento de la localidad, estaría constituido por la zona delimitada por el trazado de las antiguas murallas, las plazas Mayor, con sus soportales, de la Iglesia y de San Miguel, así como las calles Pelota, de la Iglesia, del Carmen y de la Fuente.

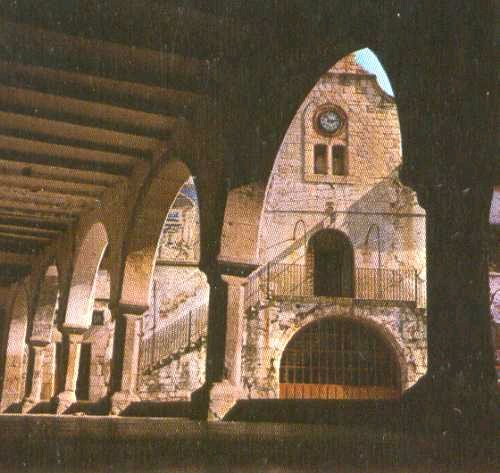
Plaza Mayor con soportales.
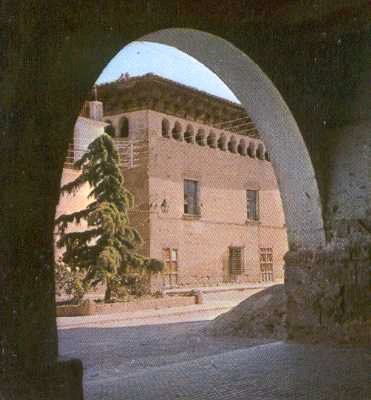
Palacio de los Osset.
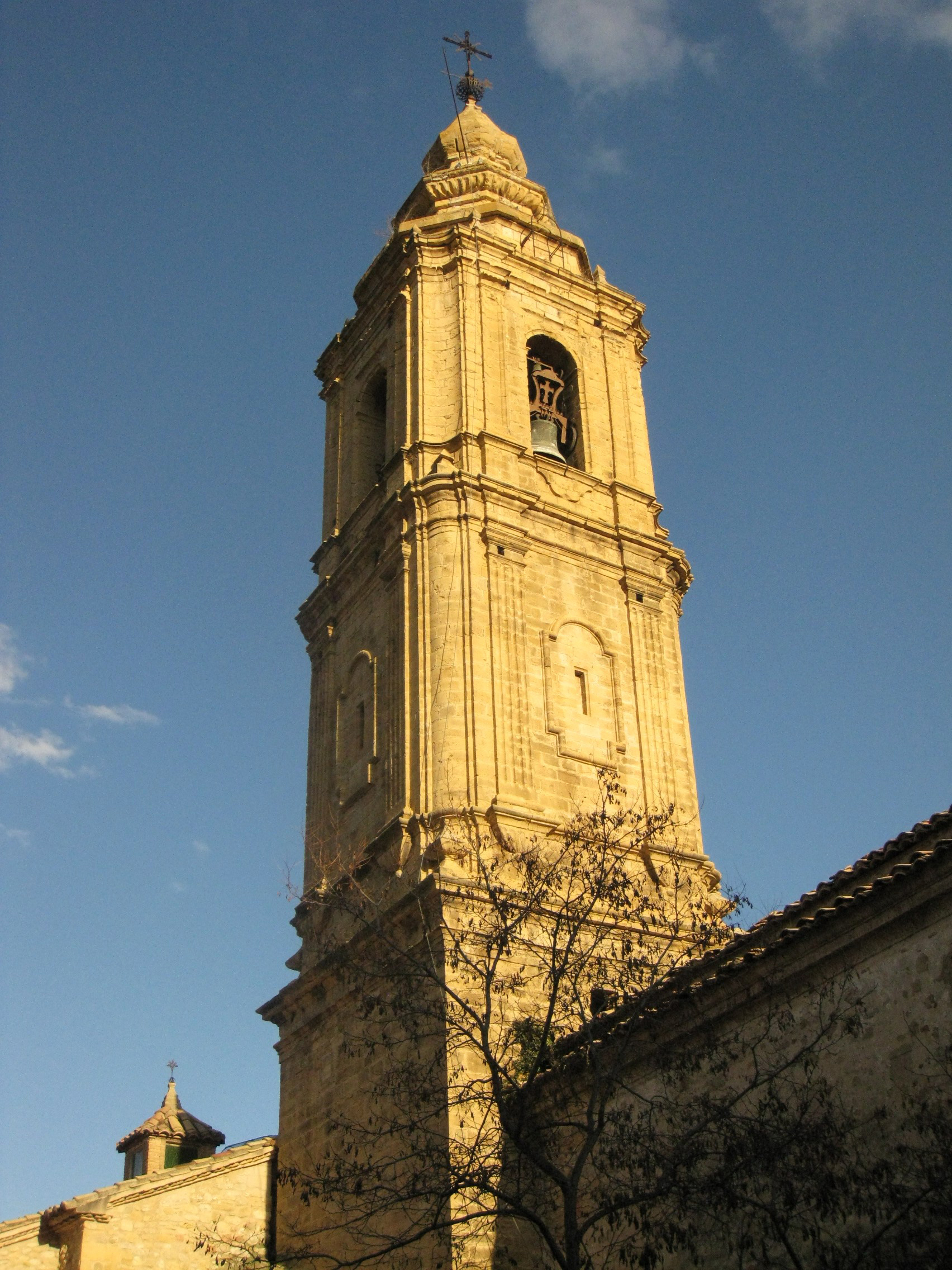
Campanario de la Iglesia de la Asunción.

Dentro de la zona considerada como de relevancia local se pueden encontrar, a su vez, parte de los monumentos que tienen esta catalogación a título particular como es el caso de la Casa Palacio d'En Fort, sito en la esquina entre la calle Pelota y la plaza Mayor; la Casa-Palacio de los Miró, en la calle del Carmen; la  Iglesia Parroquial de la Asunción de Nuestra Señora, en la calle de la Iglesia; o el Palacio de los Osset en la esquina de la calle Dolores con la plaza Mayor.

## Historia
Aunque los primeros asentamientos de la zona se localizan en la Ciudad Amurallada Iberorromana "moleta Dels Frares", también hubo un  primer asentamiento de población, en  los alrededores de lo que actualmente sería la ubicación de la  Iglesia Parroquial de la Asunción de Nuestra Señora en la convergencia de los ríos Caldés y Cantavieja,  que era un lugar con grandes ventajas orográficas para la defensa de la población. En un primer momento las murallas y la geografía del terreno limitaban la zona impidiendo su expansión. Este recinto relativamente cerrado presentaba unas puertas de acceso, que en un primer momento era único y representado por el llamado Portal de Morella.  Esto daba lugar a la creación de  arrabales fuera del perímetro urbano,  que en un primer momento  eran dos uno situado al oeste de la población y otro al sur.  Al llegar el siglo XVI, comienza la expansión del núcleo urbano, que se veía totalmente limitado por  los dos ríos, lo cual hizo que el crecimiento se produjera hacia la zona del camino de la Mata, lo cual llevó a la aparición de nuevos portales, como el de San Vicente, en la calle del mismo nombre o el de la Mata que se encontraba en la calle conocida actualmente como San Víctor. Es así como va surgiendo poco a poco  el nuevo recinto.